# Louis Erard
Louis Erard es una empresa suiza de relojería fundada en 1929, centrada en la fabricación de relojes situados en la gama media de precios del mercado.

## Fundación
Louis Erard nació el 16 de febrero de 1893. Fundó la empresa que lleva su nombre en 1929 en La Chaux-de-Fonds junto con André Perret. Produjeron sus primeros relojes en 1931. En 1937, la sociedad contaba con 60 trabajadores.

## La casa Louis Erard
La sociedad general Erard et Fils se disolvió en 1945 y sus activos y pasivos fueron absorbidos por la sociedad limitada Louis Erard et Fils S.A.. A principios de la década de 1980, la empresa comercializó con cierto éxito sus modelos para la exportación, especialmente en Asia. Pero en la década de 1990 la situación se tornó muy difícil, y la empresa atravesó graves dificultades financieras, trasladándose a Noirmont.
En 2003, cuando Erard solo contaba con siete empleados, Alain Spinedi se hizo cargo de la empresa con la ayuda de una quincena de accionistas. La nueva empresa se fijó objetivo fabricar relojes mecánicos atractivos a precios más asequibles que los del mercado de lujo:

En Suiza, algunos tienen legitimidad para mostrar tal postura, como Breguet, Vacheron, Patek, Rolex y otras firmas. Nosotros no la tenemos, pero eso no nos impide ofrecer alta relojería a un precio justo.

El punto de partida fue el modelo 1931, cuyo nombre recordaba la solera de la casa.
Desde entonces, la empresa del Jura ha logrado superar un contexto económico difícil sin despidos ni desempleo parcial: «En 2009, nuestra facturación cayó ciertamente un 6%, pero la industria se desplomó un 25% y logramos alcanzar el punto de equilibrio». Amplió su gama de productos, a la que incorporó relojes de mujer (que coparon el 25% de las ventas) y reconstituyó un circuito de distribución con 650 puntos de venta en todo el mundo, sin utilizar la venta por Internet.
Severin Lüthi, exjugador de tenis que llegó a ser capitán de equipo de Copa Davis de Suiza y preparador de Roger Federer, fue contratado como embajador de la marca.
En 2012, el fabricante dio un giro hacia los relojes de cuarzo, tras el anuncio realizado por el Grupo Swatch de limitar el suministro de movimientos a otras empresas relojeras.